# Wyverin Entertainment
Wyverin Entertainment es un equipo rumano de desarrolladores de juegos y aplicaciones fundado en Sibiu en 2016 por Raul Crăcea, Emil Ilea y Vlad Brumă. El equipo comenzó creando pequeños juegos hiper-casuales para iOS y Android . Colaboraron con influencers locales de Rumanía como Attention, Cad Mere! y Nelson Mondialu para desarrollar juegos para su audiencia. Posteriormente, comenzaron a crear juegos de preguntas y respuestas sobre deportes populares y cultura pop, juegos sociales (como ALLY que solo se pueden jugar con amigos o familiares), pero también aplicaciones para historias interactivas. Para septiembre de 2020, el equipo había creado más de 70 juegos, la mayoría de los cuales estaban disponibles para descargar en la App Store, Google Play y Amazon .

## Historia
Wyverin Entertainment fue fundada por Raul Crăcea, Emil Ilea y Vlad Bruma en 2016.
En junio de 2016, la compañía publicó el primer juego "Epic Differences" en Google Play Store. En él se deben encontrar diferencias entre dos fotos.
Más tarde ese verano, la compañía creó un juego de plataformas llamado Lynn, donde se jugaba con rectángulos de diferentes formas, saltando de una plataforma a otra, evitando obstáculos en diferentes entornos.
En noviembre de 2016, la compañía cambió el motor de juego que usaban (de Gamesalad a Buildbox) y creó muchos juegos pequeños hiper-casuales como Up Shadow, Pi's Adventures, Impossible Bunny y muchos más. Debido a los crecientes estándares que persigue el equipo, muchos de estos primeros juegos ya no están disponibles en el mercado.

### Colaboraciones
El primer juego creado en colaboración con un influencer fue un juego de plataformas: "Nelson in Adventure". La idea es simple: hay que saltar obstáculos, mientras que de fondo el personaje de Nelson dice frases populares y divertidas. Este juego fue un gran éxito en Rumania, estando en el Top 10 de juegos en iOS y Google Play durante muchos días, siendo el segundo lugar en la App Store (Todos los juegos) en su mejor clasificación.
La segunda colaboración fue "Atentie, Cad Mere!", (Cuidado, caen manzanas) Un juego que en rumano es literalmente lo que parece: controlas una manzana que cae en la colina y debes esquivar. El juego también tiene un modo en el que se responde a preguntas de conocimiento general, dejando que la manzana caiga donde está la respuesta correcta. Es un juego educativo porque estimula el conocimiento y los usuarios pueden aprender cosas nuevas a partir de información real que se muestra cada vez que se pierde una vida en el juego.
El último juego realizado en colaboración con un influencer fue "Hot Rush", un juego de aventuras con gráficos de 8 bits, en el que el personaje principal es Antonio, que hace referencia a Antonio Pican, un Youtuber rumano con una gran comunidad de seguidores.
Después de este período, la estrategia del equipo se centró en el desarrollo de Unity y comenzó a crear juegos de trivial y cuestionarios centrados en temas populares. Las personas objetivo son fanáticos apasionados y amantes de las películas, las series y los juegos. equipos de video o deportivos.

### Juegos sociales e historias interactivas
ALLY es el primer juego social creado por Wyverin Entertainment y es un juego que requiere que al menos 3 jugadores estén en la misma sala. El juego es simple: se dispone de una palabra al azar y hay que describirla al compañero en unos segundos. Ally solo se puede jugar en el teléfono inteligente con amigos y familiares.
A partir de septiembre de 2020, el equipo comenzó a crear aplicaciones que pueden reproducir historias interactivas basadas en texto en las que la experiencia se adapta a las decisiones tomadas por los jugadores. Durante el tiempo de creación de juegos y aplicaciones, también crearon videos divertidos y educativos y brindaron consejos e información sobre cómo desarrollar sus juegos comunitarios.